# Paranova
O Paranova foi um grupo húngaro de música alternativa/rock/rock and roll, criado em 2004, e desfeito em 2008.

## Lançamentos
- Staféta – EP (2005)
- Egy próbát megér – EP (2005)
- Az utolsó első – minidisco (2006)
- Egynull – EP (2008)

## Membros
- Kuti Anna – voz
- Bauer Attila – bateria
- Sólyom Dániel – guitarra
- Rónai Péter – baixo
- Kuti András – guitarra